# Star Comics
Star Comics est une maison d'édition italienne.

## Historique
La maison d' édition a été fondée à Pérouse en 1985. Au début, le programme se concentrait sur Marvel Comics, puis dans les années 1990, le manga est entré dans le programme.
Le 6 juin 2022 le Groupe Mondadori prend une participation de 51% dans le capital social de Edizioni Star Comics S.r.l..